# Esport mental

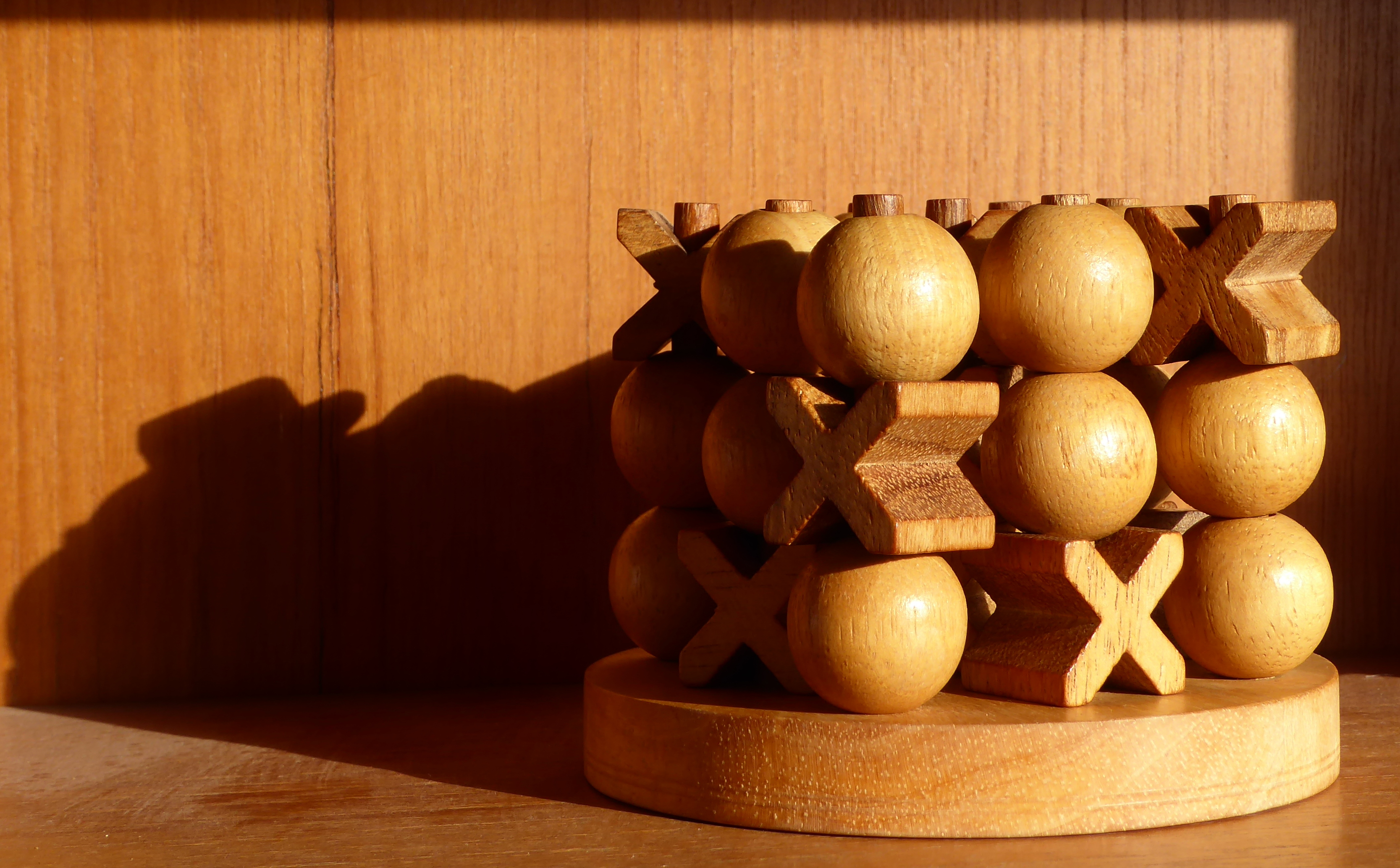
Esport mental

Un esport mental, és un joc d'habilitat basat en la capacitat intel·lectual .

## Història
Les tècniques per entrenar la memòria es discuteixen des de l'antiga Grècia, i l'entrenament formal de la memòria durant molt de temps es va considerar una part important de l'educació bàsica coneguda com l'art de la memòria. No obstant això, el desenvolupament de la memorització entrenada en un esport és només un desenvolupament de finals del segle xx, i fins i tot aleshores s'ha mantingut relativament limitat d'abast. La primera competició mundial es va celebrar com el Campionat Mundial de Memòria l' any 1991, i s'ha tornat a celebrar cada any des de llavors, amb l'excepció de 1992.

## Etimologia
El primer ús important del terme va ser com a resultat de la Mind Sports Olympiad de 1997. La frase s'havia utilitzat abans d'aquest esdeveniment, com ara el backgammon va ser descrit com un esport mental per Tony Buzan el 1996; Tony Buzan també va ser cofundador de la Mind Sports Olympiad. Organismes com el World Memory Sports Council utilitzen el terme de manera retrospectiva.

És un terme que es va fixar a partir dels jocs que intentaven obtenir el mateix estatus que els esports. Per exemple, des del 2002 el ministre britànic de l'Esport, Richard Caborn, va dir:
. Crec que hauríem de tenir la mateixa obligació amb l'agilitat mental que amb l'agilitat física. Els esports mentals han de formar organismes nacionals del Regne Unit i reunir-se amb el govern per idear una esmena acceptable a la Llei de 1937 que diferenciï clarament els esports mentals dels jocs de taula de saló.
Molts dels organismes oficials dels jocs que s'havien reunit per a la Mind Sports Olympiad, van formar organitzacions més grans com el Mind Sports Council i l'International Mind Sports Association (IMSA). Amb l'IMSA organitzant els World Mind Sports Games a Pequín 2008 per contract bridge, escacs, go, drafts i xiangqi, molts altres organismes han pressionat per a la seva inclusió, com ara la Federació Internacional de Poker, que va guanyar la membresia provisional a la celebració anual. congrés de SportAccord a Dubai el 2009.
El terme també inclou disciplines de càlcul mental o de memòria tal com es presenten en competicions internacionals com la Copa del Món de Càlcul Mental (que se celebra bianualment des de 2004) i els Campionats Mundials de Memòria (celebrats anualment des de 1991).

## Jocs anomenats esports mentals
A part dels jocs de taula i cartes, altres disciplines que s'han descrit com a esports mentals són la lectura ràpida, la programació competitiva i els jocs de guerra de ciberseguretat. Altres esdeveniments que s'han inclòs on l'element físic és comparable al component mental, com ara quan l'oficial Mind Sports South Africa va acceptar els missatges de text ràpid com a esport mental.